# النداء (جريدة لبنانية)
جريدة النداء كانت جريدة يومية صدرت في بيروت، بلبنان ، في الفترة 1930-1940. وكانت الصحيفة لديها أيضًا طبعة باللغة الفرنسية. وهي معروفة بأنها من أوائل الصحف العربية التي نشرت ترجمات لكتاب أدولف هتلر "كفاحي".

## التاريخ والملف الشخصي
أسس كاظم الصلح الجريدة في بيروت عام 1930. كان يمتلك ويحرر أيضًا الصحيفة حتى توقفت عن النشر في عام 1940. كانت تصدر يوميًا باللغة العربية، ولكن كان لها أيضًا طبعة باللغة الفرنسية. تتكون الجريدة من ثماني صفحات.
وكان لجريدة النداء موقف سياسي قومي عربي. ورغم أن الصحيفة اليومية كانت تصدر في بيروت، إلا أن معظم قرائها كانوا في دمشق وفلسطين والأردن والعراق؛ فكان للبنان تأثير عربي قوي. منذ كانون الثاني 1934، نُشرت ترجمات عربية لكتاب أدولف هتلر "كفاحي" في جريدة النداء. وقد ترجمها إلى اللغة العربية كامل مروة، محرر الصحيفة. وقد أثار نشر هذه النصوص انتقادات في البلاد. وردًا على ذلك، نشر كاظم الصلح مقالًا افتتاحيًا لشرح موقفه فيما يتعلق بأيديولوجية هتلر، حيث ذكر أنه لا يدعم نظريات هتلر القائمة على العرق. ومن ناحية أخرى، كان الصلح من المؤيدين لاستراتيجية الإحياء والحفاظ على الأمة والهوية للعرب. كما تناولت الورقة أيضًا موادًا معادية للصهيونية ومؤيدة للقضية الفلسطينية. خلال فترة وجودها، حُظرَت النداء عدة مرات.